# بریتانی اوکانل
بریتانی اوکانل (انگلیسی: Brittany O'Connell؛ زادهٔ ۶ دسامبر ۱۹۷۲) نام هنری بازیگر پورنوگرافی اهل ایالات متحده آمریکا است. وی کار در فیلم‌های پورنوگرافی را در سال ۱۹۹۲ آغاز کرد. وی در اواخر دهه نود میلادی خود را بازنشسته کرد و دوباره در سال ۲۰۰۸ به این کار بازگشت.